# 布雷容伊斯
布雷容伊斯（葡萄牙語：Brejões）是巴西巴伊亚州的一个市镇。总面积481.292平方公里，总人口12665人，人口密度26.3人/平方公里。